# Wassmann
Wassmann is een uit Zweden stammend geslacht waarvan leden sinds 1683 tot de Zweedse adel, vanaf 1746 ook tot de Estlandse adel behoren.

## Geschiedenis
De stamreeks begint met Erik Turesson Wassmann die in 1626 wordt vermeld als Zweeds majoor. Zijn zonen Gustav Friedrich, kapitein, en Ture Eriksson, majoor, werden op 6 februari 1683 verheven in de Zweedse adelstand. Op 12 juni 1746 werd een nakomeling, Gustav von Wassmann auf Sackhof, opgenomen in de Estlandse ridderschap.